# Eriborus pallipes
Eriborus pallipes là một loài tò vò trong họ Ichneumonidae.